# Campionati mondiali di sci alpino 1958
I Campionati mondiali di sci alpino 1958 si svolsero a Bad Gastein in Austria.

## Uomini

### Discesa libera
| Posizione | Atleta       | Nazione  |
| --------- | ------------ | -------- |
| 1         | Toni Sailer  | Austria  |
| 2         | Roger Staub  | Svizzera |
| 3         | Jean Vuarnet | Francia  |

### Slalom gigante
| Posizione | Atleta           | Nazione  |
| --------- | ---------------- | -------- |
| 1         | Toni Sailer      | Austria  |
| 2         | Josef Rieder     | Austria  |
| 3         | François Bonlieu | Francia  |
|           | Roger Staub      | Svizzera |

### Slalom speciale
| Posizione | Atleta        | Nazione  |
| --------- | ------------- | -------- |
| 1         | Josef Rieder  | Austria  |
| 2         | Toni Sailer   | Austria  |
| 3         | Chiharu Igaya | Giappone |

### Combinata
| Posizione | Atleta       | Nazione  |
| --------- | ------------ | -------- |
| 1         | Toni Sailer  | Austria  |
| 2         | Josef Rieder | Austria  |
| 3         | Roger Staub  | Svizzera |

## Donne

### Discesa libera
| Posizione | Atleta          | Nazione  |
| --------- | --------------- | -------- |
| 1         | Lucille Wheeler | Canada   |
| 2         | Frieda Dänzer   | Svizzera |
| 3         | Carla Marchelli | Italia   |

### Slalom gigante
| Posizione | Atleta          | Nazione     |
| --------- | --------------- | ----------- |
| 1         | Lucille Wheeler | Canada      |
| 2         | Sally Deaver    | Stati Uniti |
| 3         | Frieda Dänzer   | Svizzera    |

### Slalom speciale
| Posizione | Atleta            | Nazione  |
| --------- | ----------------- | -------- |
| 1         | Inger Bjørnbakken | Norvegia |
| 2         | Josefine Frandl   | Austria  |
| 3         | Annemarie Waser   | Svizzera |

### Combinata
| Posizione | Atleta          | Nazione  |
| --------- | --------------- | -------- |
| 1         | Frieda Dänzer   | Svizzera |
| 2         | Lucille Wheeler | Canada   |
| 3         | Josefine Frandl | Austria  |

## Medagliere
| Pos | Nazione     | Oro | Argento | Bronzo | Totale |
| --- | ----------- | --- | ------- | ------ | ------ |
| 1   | Austria     | 4   | 4       | 1      | 9      |
| 2   | Canada      | 2   | 1       | 0      | 3      |
| 3   | Svizzera    | 1   | 2       | 4      | 7      |
| 4   | Norvegia    | 1   | 0       | 0      | 1      |
| 5   | Stati Uniti | 0   | 1       | 0      | 1      |
| 6   | Francia     | 0   | 0       | 2      | 2      |
| 7   | Italia      | 0   | 0       | 1      | 1      |
| 7   | Giappone    | 0   | 0       | 1      | 1      |